# Florin Gardoș
Florin Gardoş (né le 29 octobre 1988 à Satu Mare) est un footballeur international roumain qui évolue au poste de défenseur central à l'Academica Clinceni.

## Carrière

### Southampton (2014-2018)
Le 14 août 2014, il rejoint le Southampton FC pour 4 ans et 7,5 millions d'euros.
Le 23 juillet 2015, Ronald Koeman, le manager de Southampton, annonce que Gardoș ne va plus joueur pour une durée de 7 mois à cause d'une blessure au genou lors d'un match amical contre le Feyenoord Rotterdam.

## Palmarès
- Steaua Bucarest
  - Champion de Roumanie en 2013 et 2014
  - Vainqueur de la Coupe de Roumanie en 2011 (en)
  - Vainqueur de la Supercoupe de Roumanie en 2013 (en)

- Southampton
  - Finaliste de la League Cup en 2017

- Universitatea Craiova
  - Vainqueur de la Coupe de Roumanie en 2018 (en)
  - Finaliste de la Supercoupe de Roumanie en 2018 (en)